# وارويك بانكس
وارويك بانكس (بالإنجليزية: Warwick Banks)‏ هو سائق سيارة سباق بريطاني، ولد في 12 يوليو 1939.